# Rama Yade
Rama Yade, nome completo Ramatoulaye Yade-Zimet (Dakar, 13 dicembre 1976), è una politica francese.
È stata segretario di Stato per gli affari esteri e i diritti umani e segretario di Stato per lo sport in due governi guidati da François Fillon.

## Primi anni, formazione e attività professionale
Rama Yade è nata a Dakar (Senegal) in una famiglia benestante vicina al mondo politico senegalese, essendo suo padre un ex braccio destro del presidente socialista Léopold Sédar Senghor.
È giunta in Francia nel 1984 con la famiglia. Dopo aver studiato all'Istituto di studi politici di Parigi, ha lavorato nel municipio di Parigi e nell'Assemblea nazionale francese prima di diventare direttrice dei programmi del canale televisivo parlamentare Public Sénat.

## Carriera politica
Nel 2005 ha aderito all'Unione per un Movimento Popolare. Ha dichiarato di non averlo fatto perché condivide le idee conservatrici del partito, ma per il carisma del suo capo Nicolas Sarkozy.
Nel marzo 2006 è stata nominata segretaria nazionale dell'Unione per un Movimento Popolare per la francofonia.

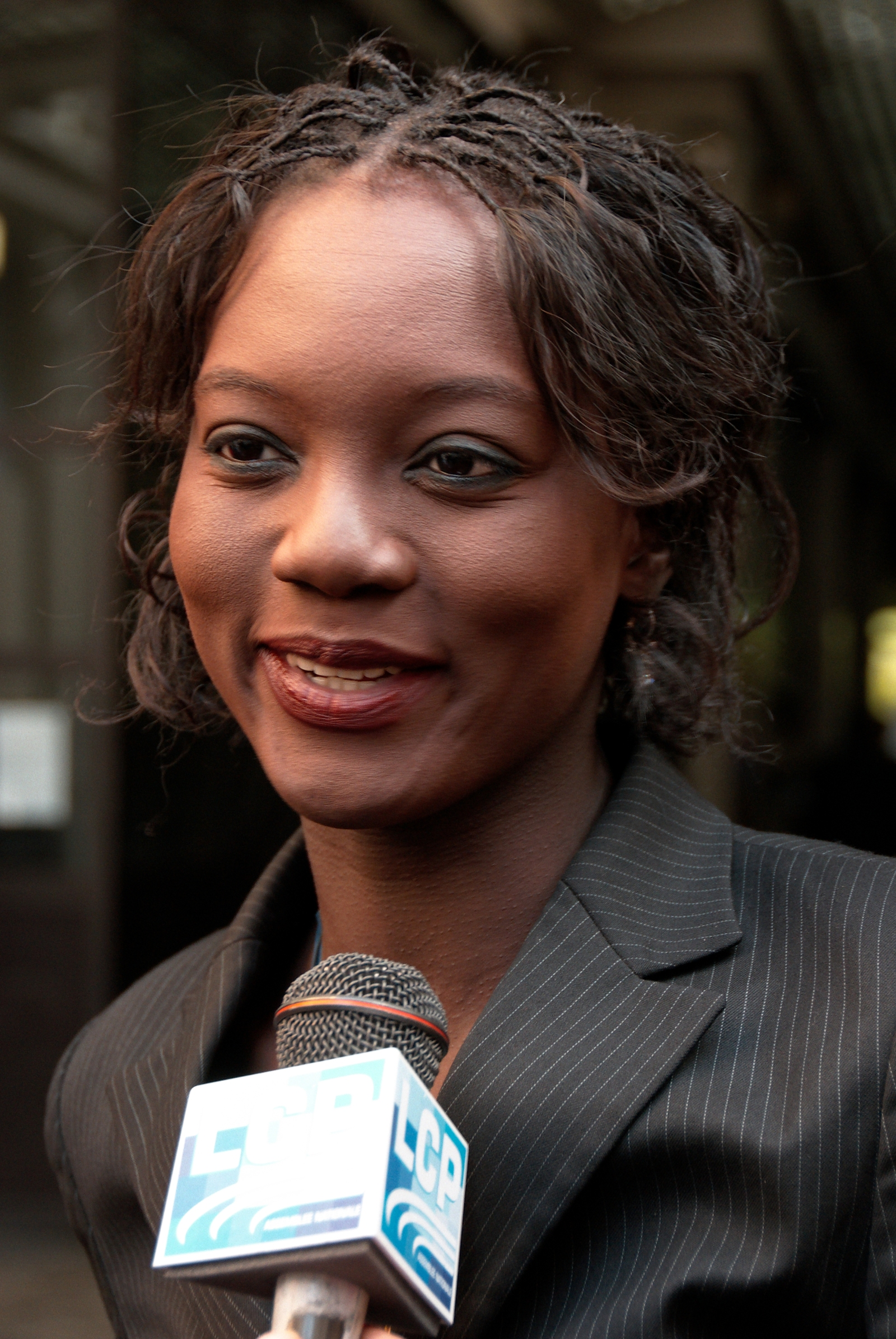
Rama Yade nel 2007

Il 19 gennaio 2007 è stata nominata segretario di Stato (una carica equivalente al sottosegretario in Italia) per gli affari esteri e i diritti umani nel governo di François Fillon.
Nel rimpasto di governo avvenuto nel 2009, passa a essere segretaria di Stato per lo sport nel secondo governo Fillon.
Nel novembre 2010 è però esclusa dalla formazione del terzo governo Fillon. In seguito a ciò, aderisce al Partito Radicale di Jean-Louis Borloo, rimanendo tuttavia nell'UMP. Il 18 settembre 2012 diventa responsabile nell'Unione dei Democratici e Indipendenti, un movimento di centrodestra.
Nel 2014 si candida alla presidenza del Partito Radicale, ma perde di fronte a Laurent Hénart, sindaco di Nancy.
Nell'ottobre 2015 viene esclusa dal Partito Radicale e, di conseguenza, anche dall'UDI, in cui confluisce il primo.

## Vicende giudiziarie
Nell'aprile 2013, Yade è stata condannata per diffamazione e calunnia nei confronti di Manuel Aeschlimann.
Nel settembre 2013, Yade è stata condannata a pagare una multa di 2000 euro e 4000 euro di danni per aver diffamato il suo rivale politico Philippe Sarre.
Nel gennaio 2014, Yade è stata nuovamente condannata per aver diffamato Jean-Marie Le Pen e sua figlia Marine Le Pen.

## Vita privata
Yade è sposata con Joseph Zimet, figlio del cantante yiddish Ben Zimet, e consigliere dell'ex segretario di Stato Jean-Marie Bockel. Suo marito è ebreo e insieme hanno una figlia, Jeanne (nata nel 2013). I coniugi si sono poi separati. Yade si considera una femminista.